# Barraca del camí del Corral del Fortuny V
La Barraca del camí del Corral del Fortuny V és una obra del Pla de Santa Maria (Alt Camp) inclosa a l'Inventari del Patrimoni Arquitectònic de Catalunya.

## Descripció
És una barraca de planta rectangular, coberta de pedruscall i orientada al sud. Està associada per la seva esquerra a un claper de pedra sobrera que conté un armari a la seva part posterior. A la seva façana frontal hi ha el mur, fins a una alçada de 1'30m aproximadament, el qual és obrat amb la pedra col·locada de pla, a partir d'aquesta alçada i fins a arribar a la cornisa, la pedra és col·locada dreta. El portal està igualment capçat amb pedres que s'aguanten totalment per compressió a tall de llinda. L'interior de la barraca és rectangular i mesura 2'14m de fondària i 4'12m d'amplada, està coberta amb falsa cúpula que tanca amb lloses col·locades en angle (navicular). Com a elements funcionals, a l'interior, hi ha una menjadora i una petita fornícula. A la façana frontal, per la part exterior hi ha una altra menjadora molt tapada per la vegetació.